# 長村順也
長村 順也（おさむら じゅんや、1974年3月30日-  ）は、日本の警察官僚。宮内庁長官官房総務課長。

## 来歴
千葉県出身。早稲田大学法学部を卒業後、1997年 (平成9年)、警察庁に入庁。
入庁後、三重県警察本部刑事部捜査第二課長、皇宮警察本部護衛部護衛第二課長、在カナダ日本国大使館一等書記官、警察庁警備局警備課警護室長、宮内庁侍従、警察庁警備局警備運用部警備第三課長などを歴任。
2023年3月27日、佐賀県警察本部長に就任し、国民スポーツ大会・全国障害者スポーツ大会の警備指揮などに取り組んだ。
2024年11月25日、皇宮警察本部副本部長に就任。
2025年8月1日、宮内庁長官官房総務課長に就任。

## 略歴
- 1997年4月-   警察庁入庁[1][7]
- 2000年9月-   警視庁築地警察署生活安全課課長代理[8]
- 2001年7月-   ポーツマス大学留学[8]
- 2002年8月-   三重県警察本部刑事部捜査第二課長[14]
- 2004年3月-   警察庁生活安全局少年課課長補佐[15]
- 2006年4月-   人事院給与局給与第三課長補佐[8]
- 2008年8月-   皇宮警察本部護衛部護衛第二課長[8]
- 2010年9月-   警察庁長官官房給与厚生課課長補佐[8]
- 2012年3月-   在カナダ日本国大使館一等書記官[8]
- 2015年8月-   警察庁警備局付(内閣官房内閣情報室調査官)[8]
- 2017年8月-   警察庁警備局警備課警護室長[8]
- 2018年4月-   宮内庁東宮職東宮侍従[16][17]
- 2019年5月-   宮内庁侍従職侍従[18][19][20]
- 2021年6月-   警察庁刑事局組織犯罪対策部暴力団対策課長 (任警視長)[21][22]
- 2022年
  - 3月-    警察庁警備局警備運用部警備第二課長兼警備運用部付兼長官官房付[23][24]
  - 11月-  警察庁警備局警備運用部警備第三課長兼警備運用部付兼長官官房付[25][26]
- 2023年3月-   佐賀県警察本部長[7][9][10]
- 2024年11月- 皇宮警察本部副本部長 (任皇宮警視監)[12][11][13]
- 2025年8月1日- 宮内庁長官官房総務課長[2][3][4]